# 641

## Decese
- 11 februarie: Heraclius I împărat bizantin (610-641) (n. 575)
- dată necunoscută: Bilal bin Rabah  (n. 581)
- 24 mai: Constantin al III-lea (împărat)  (n. 612)
- dată necunoscută: Heraklonas (împărat)  (n. 618)
- dată necunoscută: Arechis I de Benevento  (n. ?)